# Чурілов Геннадій Станіславович
Геннадій Чурілов (рос. Геннадий Чурилов; 5 травня 1987, Магнітогорськ — 7 вересня 2011, Ярославль) — російський хокеїст, що грав на позиції центрального нападника. Грав за збірну команду Росії.

## Ігрова кар'єра
Професійну хокейну кар'єру розпочав 2005 року.
Усю професійну клубну ігрову кар'єру, що тривала 7 років, провів, захищаючи кольори команди «Локомотив» (Ярославль).
Срібний призер чемпіонату 2008 та 2009, бронзовий призер 2011.
Виступав за збірну Росії.

## Загибель
7 вересня 2011 під час виконання чартерного рейсу за маршрутом Ярославль—Мінськ сталася катастрофа літака Як-42 внаслідок чого загинуло 43 особи з 45-и (після авіакатастрофи вижило лише двоє — хокеїст Олександр Галімов та бортінженер Олександр Сізов, які у важкому стані були госпіталізовані до міської лікарні Ярославля), серед загиблих також був і гравець Геннадій Чурілов.

## Статистика
| Сезон     | Клуб                    | Ліга      | Регулярний сезон | Регулярний сезон | Регулярний сезон | Регулярний сезон | Регулярний сезон | Регулярний сезон | Плей-оф | Плей-оф | Плей-оф | Плей-оф | Плей-оф | Плей-оф |
| Сезон     | Клуб                    | Ліга      | І                | Г                | П                | О                | +/-              | ШХ               | І       | Г       | П       | О       | +/-     | ШХ      |
| --------- | ----------------------- | --------- | ---------------- | ---------------- | ---------------- | ---------------- | ---------------- | ---------------- | ------- | ------- | ------- | ------- | ------- | ------- |
| 2005-2006 | «Локомотив» (Ярославль) | Суперліга | 43               | 5                | 10               | 15               | 0                | 28               | 11      | 1       | 3       | 4       | +2      | 4       |
| 2006-2007 | «Локомотив» (Ярославль) | Суперліга | 38               | 5                | 6                | 11               | +3               | 22               | 7       | 0       | 0       | 0       | -4      | 2       |
| 2007-2008 | «Локомотив» (Ярославль) | Суперліга | 57               | 6                | 10               | 16               | +2               | 35               | 16      | 0       | 1       | 1       | +1      | 4       |
| 2008-2009 | «Локомотив» (Ярославль) | КХЛ       | 56               | 5                | 9                | 14               | 0                | 24               | 19      | 0       | 4       | 4       | +4      | 4       |
| 2009-2010 | «Локомотив» (Ярославль) | КХЛ       | 56               | 10               | 22               | 32               | +7               | 52               | 17      | 4       | 9       | 13      | +3      | 41      |
| 2010-2011 | «Локомотив» (Ярославль) | КХЛ       | 52               | 15               | 17               | 32               | +7               | 30               | 18      | 1       | 13      | 14      | +3      | 8       |
| 2011-2012 | «Локомотив» (Ярославль) | КХЛ       | -                | -                | -                | -                | -                | -                | -       | -       | -       | -       | -       | -       |